# Жизель Бюндхен
Жизе́ль Каролі́н Нонненма́хер Бю́ндхен (порт. Gisele Caroline Bündchen, нар. 20 липня 1980, Орізонтіна, Бразилія) — бразильська убермодель (нім. Uber - най), письменниця, акторка, підприємиця, благодійниця та захисниця довкілля. Перша міжнародно успішна бразильська модель, рекордсменка Гіннесса як «найбагатша супермодель у світі».

## Біографія
Народилася однією з сестер-близнят в невеликому містечку Орізонтіна, штат Ріу-Гранді-ду-Сул на півдні Бразилії. Батько, Валдир Бюндхен — професор університету; мати, Ванія Ноненмахер — банківська службовиця — нащадки емігрантів з Німеччини, які оселилися тут в XIX столітті. Всього у родині Бюндхен шість дочок. 
У підлітковому віці Жизель мріяла про професійну спортивну кар'єру. Вона грала у волейбольній команді Sogipa. 
Кар'єру фотомоделі почала в 14 років, поїхавши з друзями в Сан-Паулу. Вона сиділа зі своїми однокласниками в місцевому Макдоналдсі, коли на неї звернув увагу представник модельного агентства Elite Modeling, що одразу запропонував їй спробувати себе в індустрії моди. Спочатку вона була змушена відмовитися, на цьому наполіг батько. Однак, зваживши всі «за» і «проти», прийняла пропозицію. Пізніше вона розповіла, що дала згоду через перспективу отримувати непогані гроші.
З тих пір кар'єра почала набирати обертів. Бюндхен брала участь у рекламних кампаніях, організованих такими великими модельєрами та будинками мод як «Ральф Лорен» (англ. Ralph Lauren), «Дольче і Габбана» (італ. Dolce&Gabbana), «Версаче» (Versace), «Валентино» (італ. Valentino), «Селін» (фр. Celine), «Джанфранко Ферре» (італ. Gianfranco Ferré) і «Хлое» (фр. Chloé).
Бюндхен з'являлася на обкладинках таких авторитетних видань, як «Вог» (фр. Vogue), «Marie Claire», «Harper's Bazaar», «Arena», «Allure», «Роллінг Стоун» (англ. Rolling Stone), їх список постійно росте.
До 2004 року Бюндхен стала найбільш високооплачуваною моделлю в світі, згідно з інформацією журналу Forbes. Після того, як бразильської бренд одягу C & A запросив Бюндхен знятися в своїх рекламних роликах, обсяги його продажу зросли на 30-40 %. Чорно-біла фотографія оголеної Жизель Бундхен була продана з аукціону за $ 1930000. 11 квітня 2008.
Знялася у двох фільмах: «Нью-Йоркське таксі» та «Диявол носить Prada» (2006). За епізодичну роль у «Диявол носить Prada» Бюндхен отримала $ 350 000.
Враховуючи досконалу фігуру Бюндхен і ту роботу, яку вона виконала в індустрії моди, журнал «Vogue» сповістив про «повернення воістину сексуальної моделі», оскільки її дані сповіщають кінець епохи стилю «худої безпритульності», який звела в свій час на вершину слави Кейт Мосс.

## Особисте життя
З 2000 по 2005 рік зустрічалася з актором Леонардо Ді Капріо. 2004 року Бюндхен і Ді Капріо увійшли в число найкрасивіших пар за версією журналу People.
З 26 лютого 2009 одружена з футболістом Томом Бреді (н. 1977), з яким зустрічалася два роки до того. Народила двох дітей: син Бенджамін Рейн Бреді (08.12.2009) та дочка Вівіан Лейк Бреді (05.12.2012).

## Благодійна та громадська діяльність
Жизель Бюндхен виставила свої ювелірні вироби — два діамантових кільця 6 і 3,5 карат — на аукціоні Крістіс, виручка від продажу пішла в благодійну організацію Diamond Empowerment Fund, що займається збором коштів на освітні ініціативи в африканських країнах-експортерах. Аукціон відбувся 15 жовтня 2008. Раніше, в 2003, модель продала з аукціону колекцію прикрас у формі платинових сердець власного дизайну, створених при співпраці з ювелірним домом «Platinum Guild International» і журналом «Harper's Bazaar». Придбані кошти були передані Дитячій клініці Св. Юди (м. Мемфіс, США). Клініка має традицію не відмовляти в лікуванні нікому, включаючи малозабезпечені сім'ї.
Жизель Бюндхен стала однією з знаменитостей, які залишили автограф на особливих ай-подах, які були виставлені на аукціон в допомогу постраждалим від урагану Катріна.
Модель приділяє увагу допомозі хворим на СНІД в Африці. У 2006 році Бюндхен взяла участь у кампанії «I Am African», ставши однією зі знаменитостей, чиї фотознімки з розфарбованими на африканський манер обличчями увійшли до альбому, покликаного підвищити увагу громадськості до цієї проблеми. У 2009 році Бюндхен з'явилася на обкладинках в понад 30 національних видань журналу «Elle» у різних країнах, рекламуючи товари спеціальної благодійної торгової марки «(Product) Red», частина доходів від яких надходять до Глобального фонду боротьби зі СНІДом, туберкульозом і малярією. Раніше, в 2006 році, вона брала участь в просуванні лінії «червоних» кредитних карток «American Express» з відсотковими відрахуваннях на благодійні потреби від кожного платежу за тим же лейблом.
У 2010 році Бюндхен пожертвувала 1,5 млн доларів на потреби жертв руйнівного землетрусу на Гаїті.
17 жовтня 2008 Жизель Бюндхен попрацювала в ролі офіціантки під час Дня Подяки в бостонській некомерційній організації «Goodwill Center», що займається освітою.
З 20 вересня 2009 моделі є Послом Доброї волі ЮНЕП, з тих пір займається висвітленням екологічних проблем на своєму сайті і блозі, в тому числі, в дусі енвайронменталізму. Співпрацює з багатьма екологічними організаціями та проєктами:
- «Agua Limpa» («Чиста вода») — сімейний проєкт Бюндхен, спрямований на відновлення ріпаріанських лісів, збереження ґрунтів і боротьбу із забрудненням води на територіях муніципалітетів Орізонтіна та Тукундува в Ріу-Гранді-ду-Сул[34]
- «Rainforest Alliance» (Бюндхен входить в раду директорів) — збереження біорізноманіття.
- «Ipanema» — лінія сандалій з дизайном Бюднхен, на 99 % вироблених з утилізованих матеріалів, частина виручки від продажів надходить до програми «Florestas do Futuro» («Ліси майбутнього») по відновленню бразильських лісів Амазонії та Атлантичного узбережжя[35], а також в проект TAMAR із захисту бразильських морських черепах. Програма дозволила посадити 25 000 пагінів 100 видів рослин, тим самим озеленити площу в 15 га[36].
- Instituto Socioambiental (ISA) — проєкти зі збереження водних ресур Y Ikatu Xingu (річка Шингу) і De Olho nos Mananciais (місто Сан-Паулу).
- Nascentes do Brasil — проєкт бразильського відділення Всесвітнього фонду дикої природи щодо захисту і відновлення річкових водозборів.

У 2009 Жизель Бюндхен взяла участь в організованій ООН громадській кампанії Seal the Deal! за прийняття справедливого рішення по клімату на Копенгагенскій конференції зі зміни клімату. У березні 2010 року Бюндхен разом із чоловіком приєдналася до ініціативи Всесвітнього фонду дикої природи і закликала узяти участь по економії електроенергії в День Землі.
У 2010 році Жизель Бюндхен презентувала власну лінію екологічної косметики для особи Sejaa Pure Skincare.

## Критика
Попри участь в екологічних програмах, Бюндхен кілька разів критикували зелені. Так, активісти PETA критикували її за участь в рекламах одягу з вовни і навіть в 2002 провели акцію протесту під час її дефіле. Також критиками зазначалося, що Бюндхен, виступаючи за розвиток екологічно чистих джерел палива, вирішила вчитися літати на вертольоті Robinson R44 з «брудним» двигуном.

## Фільмографія
Знялася в одному з епізодів відомої серії рекламних роликів «Apple Inc» «Get a Mac» разом з Джоном Ходжмном і Джастіном Лонгом.
- 2004 — Нью-Йоркське таксі/Taxi
- 2006 — Диявол носить Прада/The Devil Wears Prada

## Галерея

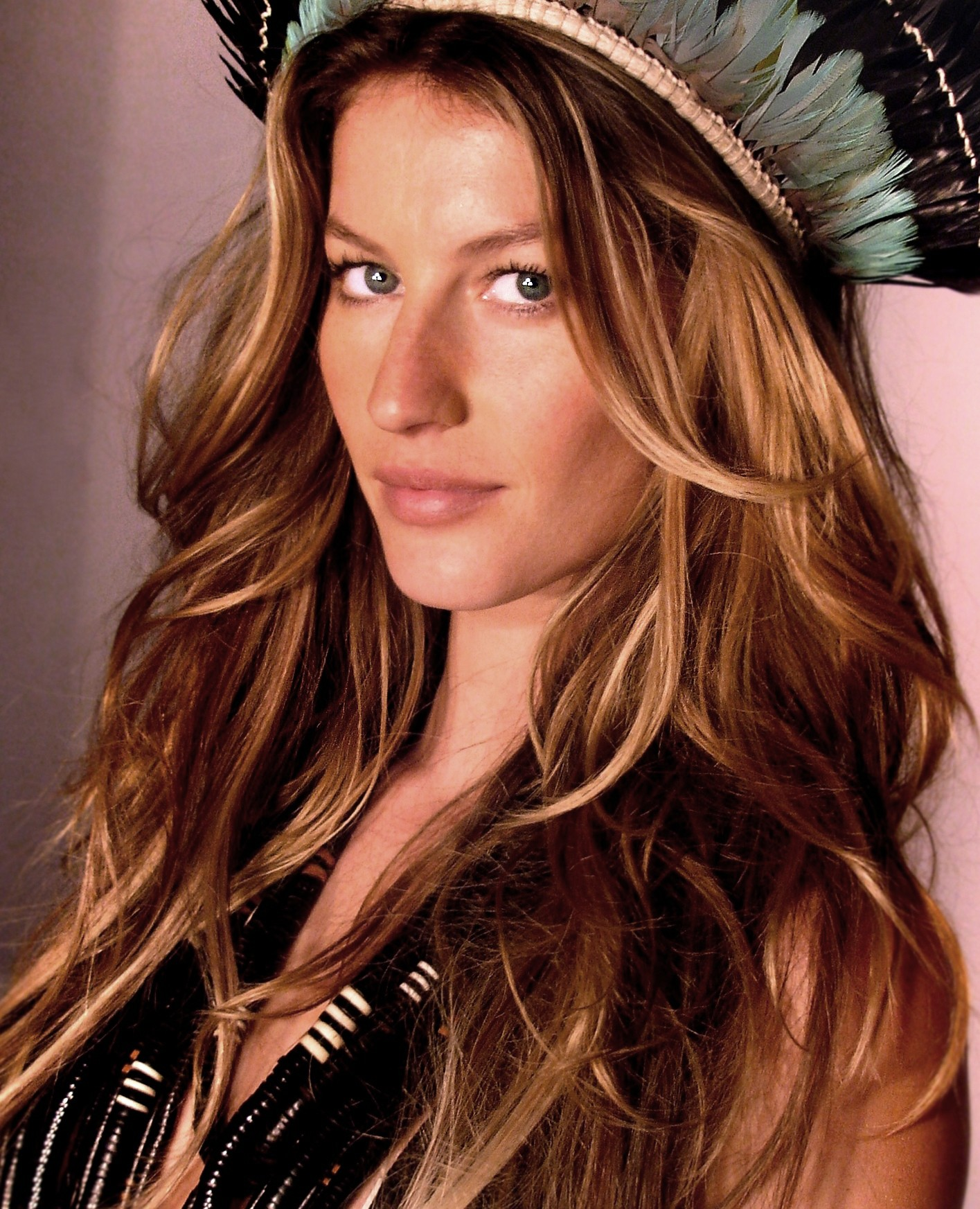
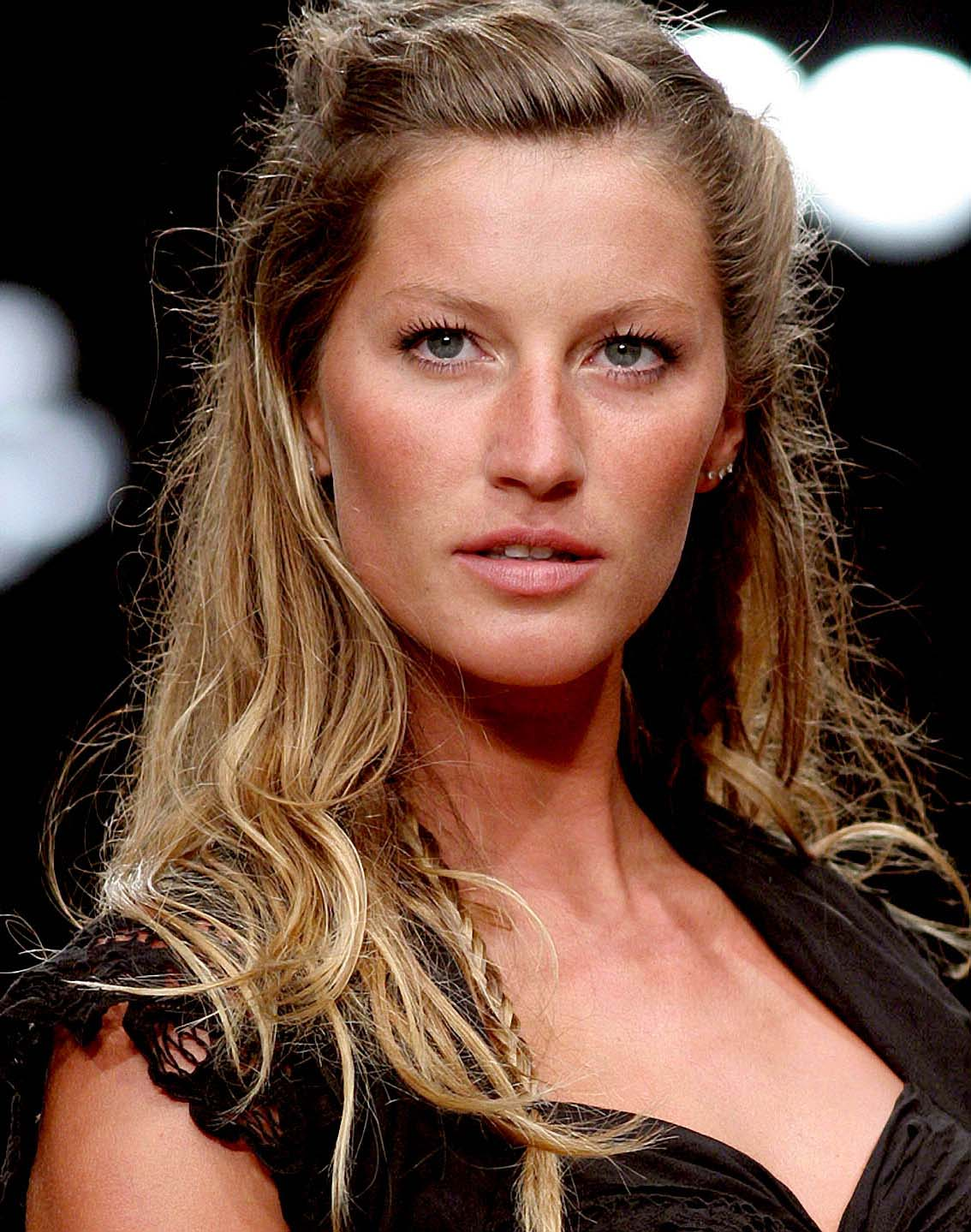
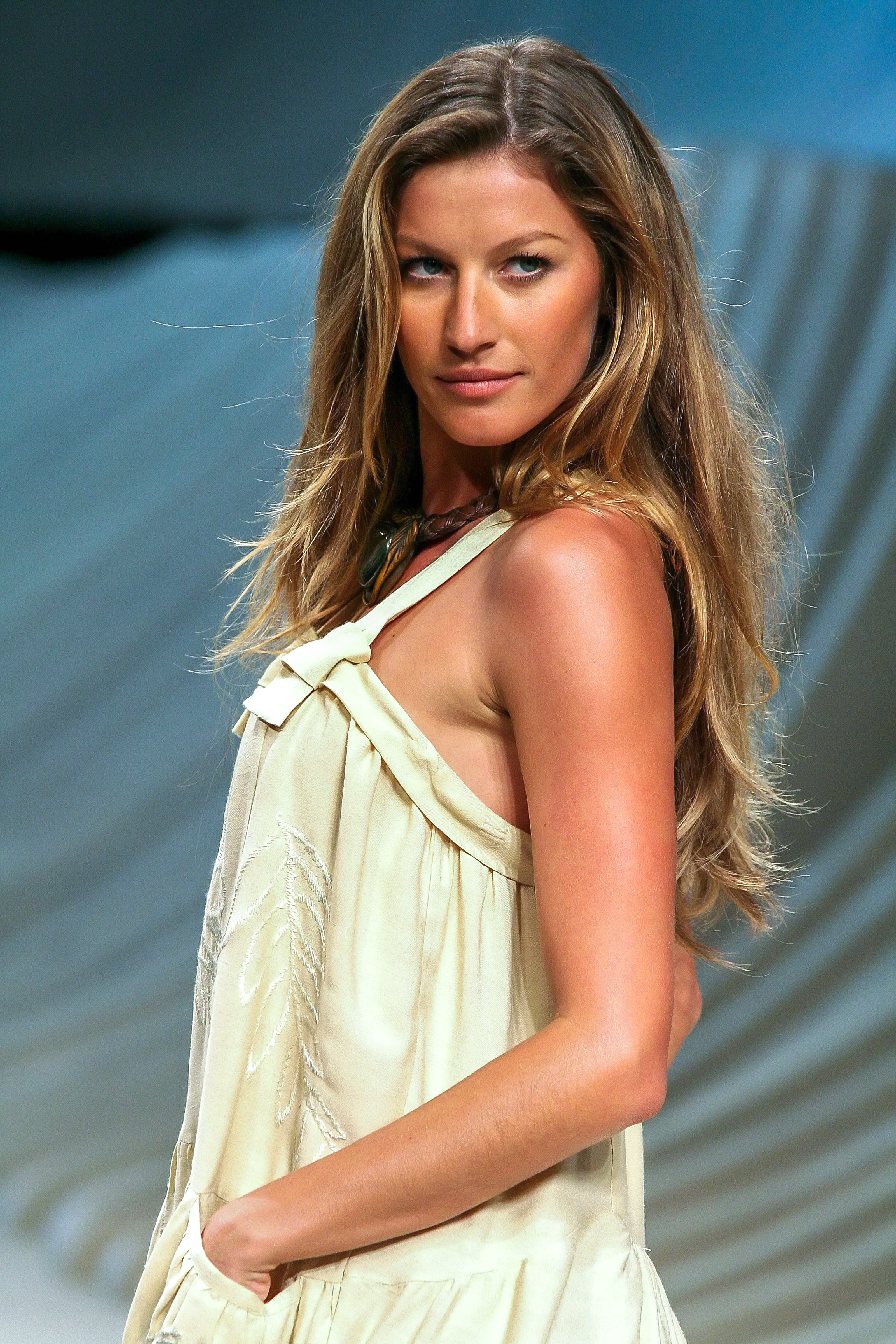